# Каплиця святого Йосифа (Рокишкіс)
Каплиця святого Йосифа (лит. Šv. Juozapo koplyčia) — католицька каплиця, розташована в місті Рокишкіс, Литва. Входить до церковно-парафіяльного комплексу святого апостола Матвія. Включена до Реєстру культурних цінностей Литовської Республіки, які охороняються державою (код 22374).

## Історія
Будівництво каплиці святого Йосифа велося з 1881 по 1885 рік за проектом австрійського архітектора Георга Вернера. Каплиця була призначена для проведення поховальних служб та церемоній, але через те, що вона не могла вмістити велику кількість людей, відспівування почали проводитися в приміщенні церкви.
За радянських часів каплиця була закрита і використовувалася переважно складським приміщенням. У 2006 році будівля була відновлена за рахунок пожертвувань парафіян, всередині були встановлені лавки, проведено освітлення.
У 1996 року каплиця святого Йосифа була внесена до Реєстру культурних цінностей Литви (код 22374), які охороняються державою.
За ініціативою Йонаса Довіденаса (лит. Jonas Dovydėnas), професором Вільнюської художньої академії Альгірдасом Довіденасом (лит. Algirdas Dovydėnas) був створений проект вітражів для каплиці. У 2015 році, після смерті автора, роботу продовжила його учениця Єва Палтанавічюте (лит. Ieva Paltanavičiūtė). За проектом, вітражі каплиці складаються з п'яти подвійних вікон і шести розеток.

## Архітектура
Будівля каплиці має шестигранну форму з куполоподібним дахом, увінчаним готичною вежею. Стіни викладені з червоної цегли. Всередині знаходиться вівтар заввишки 410 см, над яким розташована поліхромна і позолочена скульптура святого Йосифа заввишки 130 см. По периметру залу облаштована галерея, котра підтримується рядом колон. Підлога викладена керамічною плиткою з орнаментом. Під каплицею знаходиться склеп, де похований граф Райнольд Тізенгаузен (1830—1880).